# قم‌تپه (جاجرم)
قم تپه مربوط به هزاره اول قبل از میلاد است و در روستای دشت، در شهرستان جاجرم خراسان شمالی واقع شده و این اثر در تاریخ ۱۶ اردیبهشت ۱۳۵۶ با شمارهٔ ثبت ۱۴۱۹ به‌عنوان یکی از آثار ملی ایران به ثبت رسیده است.